# Anouk
Anouk Teeuwe (* 8. dubna 1975, Haag, Nizozemsko) nebo jen Anouk je nizozemská písničkářka a hudební producentka.
Je v Nizozemsku považována za nejpopulárnější rockovou zpěvačku. Po jejím průlomu v roce 1997 s písní "Nobody's Wife" se mnoho jejích hitů umístilo v nizozemských i belgických žebříčcích. Mezi takové patří písně "R U Kiddin' Me", "Michel", "Girl", "Lost", "Modern World", "Three Days in a Row" či "Woman". Dodnes vydala 9 studiových alb.
Reprezentovala Nizozemsko na Eurovision Song Contest 2013 ve švédském Malmö s písní "Birds", kde se umístila na 9. příčce se ziskem 114 bodů, čímž se zasloužila o nejlepší výsledek své země ve finále od roku 1999.

## Mládí
Anouk Teeuwe se narodila 8. dubna 1975 v nizozemském Haagu. Jako teenagerka experimentovala s drogami a skončila v několika pečovatelských domech. Ve čtrnácti letech utekla od rodiny.
Zájem o hudbu v ní vzbudila matka, která je bluesovou zpěvačkou. Poprvé vystoupila, když jí bylo 15, a zpívala na svatbách a oslavách se svou skupinou Shotgun Wedding. V roce 1994 začala chodit na konzervatoř v Rotterdamu, ale po dvou letech studia zanechala. Ve stejné době ji její bývalý manžel a manažer Edwin Jansen představil Barrymu Hayovi (frontmanu skupiny Golden Earring). Barry věřil, že má talent, a nabídl jí, že jí napíše nějaké písně. Jedna z těchto písní byla "Mood Indigo", napsaná ve spolupráci s následujícím členem kapely Golden Earring – Georgem Kooymansem.

## Průlom
Po setkání s textařem Bartem van Veenem napsala několik písní právě ve spolupráci s ním.
Dne 5. září 1997 vydala svůj druhý singl nazvaný "Nobody's Wife", který setrval na vrcholu nizozemských hudebních žebříčku po mnoho týdnů a také byl hitem v Norsku i Švédsku. Debutové album Together Alone se setkalo s obrovským úspěchem. V roce 1998 Anouk získala ocenění Edison Award a také dvě ceny nizozemského hudebního kanálu TMF. Během léta hrála na různých festivalech.
V listopadu roku 1999 vydala své druhé album Urban Solitude, jehož součástí byl singl "R U Kiddin' Me". Tato píseň prorazila v Nizozemí do Top 100. Krátce poté přijela do Spojených států, aby usilovala o nahrávací smlouvu. Vyjednávání s americkým vydavatelstvím Sony skončilo neúspěšně, což způsobilo, že se do Nizozemska musela vrátit bez kontraktu. Poté vydala novou píseň "Don't" (2001) a stejného roku v únoru vyjela na turné po Nizozemsku.
V březnu 2001 vydala další album, nazvané Lost Tracks, které obsahovalo akustické verze a B-sidy starších písní a různých duetů se skupinou K's Choice. zpěvačkou Sarah Bettens a zpěvákem The Anonymous Mis. V roce 2001 jí byla udělena cena Popprijs.
V listopadu 2002 bylo vydáno album Graduated Fool. Toto album je zatím nejtvrdší rockové album v kariéře této zpěvačky. V roce 2003 dostala cenu Golden Harp. Následující celovečerní verze Hotel New York (2004) obsahuje celkem čtyři singly: "Girl", "Lost", "Jerusalem" a "One Word".
V roce 2006 získala cenu 3FM za nejlepší nizozemskou zpěvačku.
V roce 2007 vydala Anouk album Who's Your Momma, nahrané s producentem Glenem Ballardem. První singl "Good God" byl úspěchem a stal se soundtrackem k videohře Guitar Hero World Tour (2008).

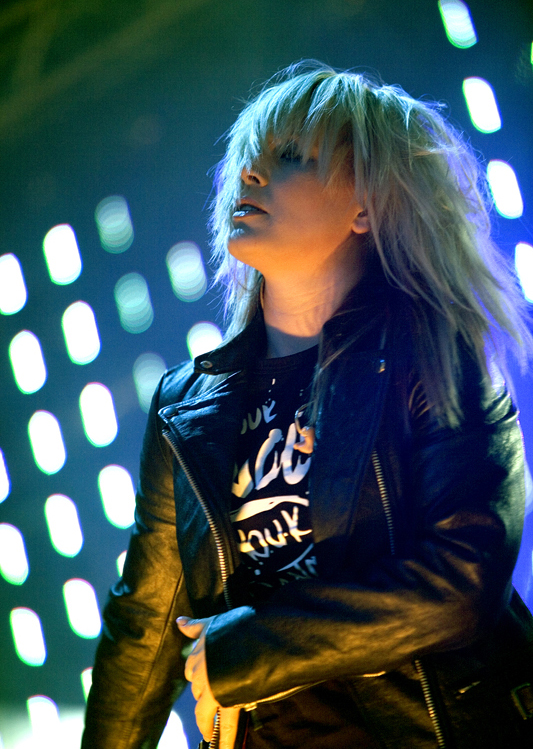
Anouk v Dauwpop (2006)

V roce 2009 vydala své album For Bitter or Worse. Píseň "Three Days in a Row" dosáhla prvního místa v nizozemských žebříčcích.

### To Get Her Together
Album To Get Her Together bylo vydáno v Nizozemsku v květnu 2010. Dne 28. února 2011 umístila jednu z nových skladeb "Killer Bee" na YouTube. První singl z alba "Down & Dirty" vyšel v dubnu. Dne 27. června vydala svůj singl "I'm a Cliché". Dne 17. září 2011 byl vydán singl "Save Me" jako třetí z alba. Čtvrtý singl byl "What Have You Done". V rámci turné nazvaného To Get Her Together Tour vystupovala ve dnech 8. a 11. března 2012 také v Arnhemu v aréně GelreDome.

### Eurovision Song Contest 2013 a nové album
V roce 2013 byla zvolena reprezentantkou Nizozemska v soutěži Eurovision Song Contest 2013. Její jmenování potvrdila tamní televize TROS. Anouk svým zveřejněním titulu reprezentantky potvrdila všechny předchozí dohady a spekulace o její účasti.
Ve švédském Malmö 18. května 2013 získala s písní "Birds" (Ptáci) 9. místo.
Výsledek byl v její domovině veřejně vnímán jako velký úspěch, protože se jednalo o nejlepší výsledek pro Nizozemsko za posledních 14 let. Také to bylo poprvé za 9 let, kdy se nizozemský umělec do finále probojoval. Její píseň byla oficiálně odhalena 11. března 2013. 14. května 2013 Anouk vystoupila s písní "Birds" v 1. semifinále, odkud postoupila do finále, které se konalo 18. května 2013.

## Hudební styl
Hudební styl Anouk byl se dal charakterizovat jako kombinace Joan Osborne, Melissy Etheridge a Alanis Morissette. Je známá výbušnými rockovými písněmi jako "Nobody’s Wife" či "R U Kiddin' Me", ale také nazpívala křehké písně, např. "Lost" a "Michel". Kromě popu/rocku také experimentovala se soulem, funkem a hip hopem.

## Osobní život
Anouk byla do roku 1998 vdaná za svého manažera Edwina Jansena.
Dne 16. března 2004 se provdala za Remona Stotijna (aka The Anonymous Mis), frontmana reggae/rapové skupiny Postmen. Stotijn je tatínkem tří jejich dětí – syna Benjahmina Kingsleyho (* 18. dubna 2002), syna Elijaha Jeramiaha (* 5. prosince 2003) a dcery Phoenix Ray (* 3. června 2005). V květnu 2008 Anouk a Remon vydali prohlášení o harmonickém rozchodu.
Roku 2010 se jí narodilo čtvrté dítě, syn Jesiah Dox. Otcem je nizozemský rapper Robert Coenen, lépe známý pod svým uměleckým jménem Unorthadox, který byl zpěvaččiným posledním přítelem, s nímž se rozešla.

## Diskografie

### Studiová alba
- Together Alone (1997)
- Urban Solitude (1999)
- Graduated Fool (2002)
- Hotel New York (2004)
- Who's Your Momma? (2007)
- For Bitter or Worse (2009)
- To Get Her Together (2011)
- Sad Singalong Songs (2013)
- Paradise and Back Again (2014)
- Queen for a Day (2016)
- Fake It Till We Die (2016)
- Wen d'r maar aan (2018)
- Trails of Fails (2022)
- Deena & Jim (2023)
- Set This Thing on Fire (2025)

### Kompilační alba
- Lost Tracks (2001)
- Greatest Hits (2015)

### Živá alba
- Update (2004)
- Anouk Is Alive (2006)
- Live at Gelredome (2008)
- Live at Toomler (2011)
- Live at Symphonica in Rosso (2014)

## Hudební ceny
Nizozemské ceny TMF
| Rok  | Nominovaná práce               | Cena                        | Výsledek  |
| ---- | ------------------------------ | --------------------------- | --------- |
| 1998 | "Nobody's Wife"                | Nejlepší nový singl         | vítězství |
| 1998 | Sebe                           | Nejlepší přicházející počin | vítězství |
| 2000 |                                | Nejlepší singl              | vítězství |
| 2000 | Sebe                           | Nejlepší žena               | vítězství |
| 2000 | Sebe                           | Nejlepší živý počin         | vítězství |
| 2000 |                                | Nejlepší videoklip          | vítězství |
| 2003 | Sebe                           | Nejlepší žena               | vítězství |
| 2005 | Sebe                           | Nejlepší žena (národní)     | vítězství |
| 2005 |                                | Nejlepší videoklip          | nominace  |
| 2005 | Sebe                           | Umělec desetiletí           | nominace  |
| 2006 | Sebe                           | Nejlepší žena (národní)     | vítězství |
| 2006 | Sebe                           | Nejlepší rockový počin      | vítězství |
| 2006 | "DownHill" (Postmen ft. Anouk) | Nejlepší video              | vítězství |

V roce 2006 Anouk a Marco Borsato získali nejvíce ocenění na TMF Awards 2006: Borsato získal tři ceny, Anouk si odnesla dvě. Následně společně oznámili, že se vzdávají svých budoucích nominací na ceny TMF: „Každý rok stejné tváře – to může být nudné.“
Edison Award
| Rok  | Nominovaná práce    | Cena                                  | Výsledek  |
| ---- | ------------------- | ------------------------------------- | --------- |
| 1998 | "Nobody's Wife"     | Nejlepší videoklip                    | vítězství |
| 1998 | Sebe                | Nejlepší nový umělec                  | vítězství |
| 1998 | Herself             | Nejlepší umělkyně                     | vítězství |
| 2000 | Sebe                | Nejlepší umělkyně (Veřejné hlasování) | vítězství |
| 2000 | Sebe                | Nejlepší umělec (Hlasování poroty)    | vítězství |
| 2001 | "Michel"            | Nejlepší singl                        | vítězství |
| 2003 | Sebe                | Nejlepší holanďanka                   | vítězství |
| 2006 | Sebe                | Best Dutch Female                     | vítězství |
| 2011 | Sebe                | Nejlepší umělkyně                     | vítězství |
| 2011 | To Get Her Together | Nejlepší album                        | nominace  |
| 2011 | "Down & Dirty"      | Nejlepší píseň                        | nominace  |

Ceny rádia 3FM
| Rok  | Nominovaná práce    | Cena                           | Výsledek  |
| ---- | ------------------- | ------------------------------ | --------- |
| 2005 | Sebe                | Nejlepší žena                  | vítězství |
| 2005 | "Girl"              | Nejlepší singl                 | vítězství |
| 2005 | Sebe                | Nejlepší hudební zvolen kolegy | vítězství |
| 2006 | Sebe                | Nejlepší zpěvačka              | vítězství |
| 2008 | Sebe                | Nejlepší zpěvačka              | vítězství |
| 2008 | Sebe                | Nejlepší rockový umělec        | vítězství |
| 2008 | Who's Your Mama     | Nejlepší album                 | vítězství |
| 2010 | Sebe                | Nejlepší zpěvačka              | vítězství |
| 2010 | For Bitter or Worse | Nejlepší album                 | vítězství |
| 2011 | Sebe                | Nejlepší živý počin            | vítězství |

Belgické ceny TMF
| Rok  | Nominovaná práce | Cena                            | Výsledek  |
| ---- | ---------------- | ------------------------------- | --------- |
| 2005 | Sebe             | Nejlepší mezinárodní umělkyně   | vítězství |
| 2005 | Hotel New York   | Nejlepší mezinárodní album      | vítězství |
| 2005 | "Girl"           | Nejlepší mezinárodní video      | vítězství |
| 2006 | Sebe             | Nejlepší mezinárodní živý počin | vítězství |
| 2006 | Sebe             | Nejlepší mezinárodní umělkyně   | nominace  |

MTV Europe Music Awards
| Rok  | Nominovaná práce | Cena                               | Výsledek  |
| ---- | ---------------- | ---------------------------------- | --------- |
| 2005 | Sebe             | Nejlepší nizozemský/belgický počin | vítězství |
| 2006 | Sebe             | Nejlepší nizozemský počin          | vítězství |

Jiné ceny
- 2001: Noorderslag Popprijs[30]
- 2003: Golden Harp[31]
- 2005: 2 medaile, za nejlepší ženu a mezinárodní singl "Girl", v anketě Homo's Pop (Belgie)
- Duiveltje 2005 – nejlepší zpěvačka